# Југославијо
Југославијо (некад ословљавана и по првом стиху Од Вардара па до Триглава) је југословенска домољубива и родољубива песма. Композитор и извођач песме Данило Живковић је у сарадњи са текстописцем песме Милутином Поповићем Захаром године 1974. снимио песму са мелодијом у седамосминском ритму на основу призвука из Македоније, која слави јединство и историју Југославије. Након изласка сингл плоче, песма је била опорезована, да би након седам година била поново објављена 1980. године када је пуштена у етар.

## Настанак песме
Радни назив композиције Данила Живковића је био Македонијо, али након што је Живковић видео текст песме Југославијо коју је Захар намеравао да пошаље на конкурс НИН-а за родољубну песму, уочио је да се текст метриком уклапа у мелодију његове композиције. Песма је понуђена дискографској кући Југотон која је 1974. године песму издала на грамофонској сингл плочи. Међутим, комисија за културу Социјалистичке Републике Хрватске је плочу опорезовала уз образложење да се у песми потенцирају застарели елементи прошлости народа Југославије. Помињање ратара и пастира у тексту песме било је непримерено ставити под појам Југославије, те је у тексту требало споменути радника у фабрици за машином сходно радничком самоуправљању. Године 1980. песма је поново снимњена за Југотон уз вокалну пратњу Културно уметничког друштва Градимир. Опорезивање песме је изостало, те се она нашла у етру радио станица и на репертоару многих хорова, ансамбла и интерпретатора народне и забавне музике. Публика у земљи одлично је прихватила песму, а прочула се и ван граница Југославије где су сународници били на привременом раду.

## Предлог за химну
Како Социјалистичка Федеративна Република Југославија све до 1988. године није имала званичну химну, постојао је чак и предлог да то постане управо ова песма.

## Текст песме
Од Вардара, па до Триглава,

Од Ђердапа, па до Јадрана,

Као ниска сјајног ђердана

Светлим сунцем обасјана

Поносито сред Балкана,

Југославијо, Југославијо!

Широм света пут ме водио,

За судбом сам својом ходио,

У срцу сам тебе носио,

Увек си ми драга била

Домовино моја мила,

Југославијо, Југославијо!

Волим твоје реке и горе,

Твоје шуме, поља и море,

Волим твоје људе поносне:

И ратара и пастира

У фрулицу кад засвира,

Југославијо, Југославијо!

Крв се многа за те пролила,

Борба те је наша родила,

Радничка те рука створила.

Живи срећна у слободи,

Љубав наша нек те води,

Југославијо, Југославијо!